# Glicofilia
Glicofilia é a denominação que se deu ao coleccionismo de pacotes de açúcar, embora a análise indique apenas que se refere a quem gosta de açúcar e não aos pacotes em si.
Numa versão mais correcta do termo, Periglicofilia será o indicado, já que se refere ao invólucro do açúcar e não ao açúcar em si, que tantas dores de cabeça dá a retirar aos coleccionadores.